# Smbat VII Bagratouni
Smbat VII Bagratouni (en arménien Սմբատ Է Բագրատունի ; mort en 775) est un prince arménien de la famille des Bagratides, prince d'Arménie de 761 à 772.

## Biographie
Fils du prince Achot III Bagratouni, il est probablement trop jeune lorsque son père est disgracié et aveuglé en 748, et c'est un cousin germain de son père, Sahak Bagratouni, qui devient nakharar et sparapet (« généralissime ») de la maison bagratide. Sahak est nommé ensuite prince d'Arménie en 755. Achot l'Aveugle et Sahak meurent en 761, et Smbat devient nakharar de la maison Bagratouni ; le calife abbasside Al-Mansur le nomme prince d'Arménie.
En 772, il semble que la famille tombe en disgrâce, car la charge de prince d'Arménie lui est retirée. Son neveu Adarnase s'installe alors en Géorgie, et est l'ancêtre des rois bagratides de Géorgie. Une révolte générale éclate en Arménie contre l'occupant arabe et se termine par la bataille de Bagrévand (25 avril 775) lors de laquelle sont tués de nombreux nobles arméniens, dont Smbat.

## Union et postérité
Marié à une sœur de Chmouel Mamikonian (mort en 775), prince de Taron, il laisse au moins deux fils :
- Achot IV Msaker (° v. 760 † 826), prince de Taron et d'Arménie ;
- Sapouh († 824), prince de Tayk ;
- un troisième fils est proposé[3], un certain Pankarios (Bagrat), astrologue (mort en 792 dans une bataille dont il avait prédit à tort la victoire) de l'empereur Constantin VI, et qui est le père de :
  - Jean VII le Grammairien († 847/867), patriarche de Constantinople de 837 à 843 ;
  - Irène, mère du patriarche Photios ;
  - Arsaber, patrice.